# Општина Аполд (Муреш)
Аполд (рум. Apold) општина је у Румунији у округу Муреш.
Oпштина се налази на надморској висини од 526 m.